# Aechmea aripoensis
Aechmea aripoensis là một loài thực vật có hoa trong họ Bromeliaceae. Loài này được (N.E.Br.) Pittendr. mô tả khoa học đầu tiên năm 1958.